# Hans-Heinrich Raspe

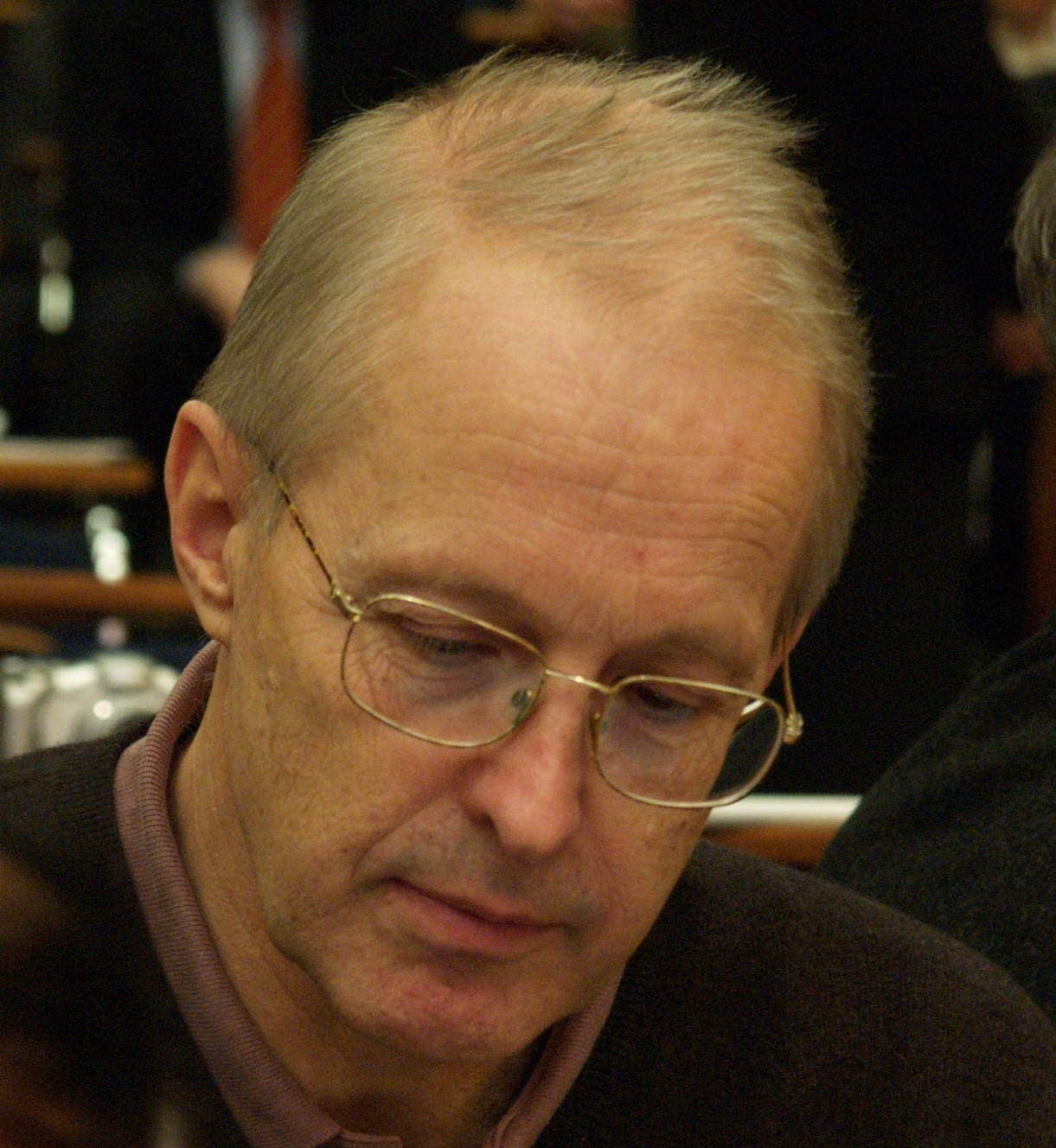
Heiner Raspe 2005

Hans-Heinrich Raspe (* 13. September 1945 in Lübeck, auch Heiner Raspe) ist ein deutscher Internist und Sozialmediziner. Er gilt als einer der Wegbereiter der Evidenzbasierten Medizin in Deutschland.

## Werdegang
Hans-Heinrich Raspe studierte von 1965 bis 1970 in Freiburg und Lübeck Humanmedizin und dann bis 1973 in Freiburg Soziologie. 1973 wurde er zum Dr. med. promoviert, 1979 zum Dr. phil.
Von 1973 bis 1978 war Raspe in der Abteilung für Medizinische Soziologie am Fachbereich Humanmedizin der Philipps-Universität Marburg wissenschaftlich tätig, danach klinisch bis 1989 in der Abteilung für Krankheiten der Bewegungsorgane und des Stoffwechsels der Medizinischen Hochschule Hannover. 1982 wurde ihm die Lehrbefugnis für Medizinische Soziologie, Sozialmedizin erteilt, 1988 zusätzlich die Lehrbefugnis für Klinische Rheumatologie. Von 1988 bis 1989 war Heiner Raspe Kommissarischer Leiter der Abteilung Rheumatologie im Zentrum für Innere Medizin und Dermatologie der Medizinischen Hochschule Hannover. Von 1989 bis zu seiner Pensionierung im Jahr 2010 war er Direktor (C4) des Institutes für Sozialmedizin der Medizinischen Universität zu Lübeck. Anschließend war Raspe bis 2014 Inhaber einer Seniorprofessur für Bevölkerungsmedizin an der Universität zu Lübeck.
Raspe war Mitbegründer und Gründungsvorsitzender des Deutschen Netzwerks Evidenzbasierte Medizin und wurde 2023 zu dessen Ehrenmitglied gewählt. Er war von 1998 bis 2012 in der Schriftleitung der Zeitschrift für Evidenz, Fortbildung und Qualität im Gesundheitswesen (ZEFQ) tätig. Raspe war zudem Mitglied im Münsteraner Kreis.

## Arbeitsschwerpunkte
- Klinische, Bevölkerungs- und Versorgungsepidemiologie vor allem rheumatischer Krankheiten
- Rehabilitationsforschung im Kontext von Versorgungsforschung
- Evidenz-basierte Medizin und medizinische Versorgung
- Ethik der medizinischen Forschung und medizinischen Versorgung

## Mitarbeit in Gremien
- 1995–2007: Mitglied "Zentrale Kommission zur Wahrung ethischer Grundsätze in der Medizin und ihren Grenzgebieten" der Bundesärztekammer
- 1996–2004: Mitglied im Wissenschaftlichen Ausschuss des Gesundheitsforschungsrates des Bundesministeriums für Bildung und Forschung
- Ab 1997: Sprecher des Norddeutschen Verbundes für Rehabilitationsforschung
- 1998: Gründungsmitglied und erster Sprecher (bis 2001) des „Deutschen Netzwerk Evidenzbasierte Medizin“
- 2001–2007: Mitglied WHO European Advisory Committee on Health Research
- 2003–2005: Mitglied der Enquete-Kommission „Ethik und Recht der modernen Medizin“
- Ab 2004: Fachkollegiat im Fachkollegium Medizin (Sektionen I und 4) der DFG
- Ab 2004: Vorsitzender Ethik-Kommission der Med. Fakultät der Med. Universität Lübeck
- Ab 2008: Mitglied Wissenschaftlicher Beirat HTA beim DIMDI
- Ab 2012: Vorsitzender in der Arbeitsgruppe Priorisierung der Bundesärztekammer[10]

## Auszeichnungen (Auswahl)
- 2009: Ernst-von-Bergmann-Plakette der Bundesärztekammer[11]
- 2013: Salomon-Neumann-Medaille der DGSMP
- 2021: Georg-Klemperer-Preis der Ärztekammer Berlin[12]
- 2023: Ehrenmitgliedschaft des Netzwerks Evidenzbasierte Medizin

## Veröffentlichungen (Auswahl)
- H. Raspe: Versorgungsforschung – Das gemeinsame Programm von BMBF und GKV, Bundesgesundheitsblatt 2006; 49: 137–140
- H. Raspe, S. Stumpf: Priorisierung 2012 – Zum aktuellen Stand der Diskussion. ZEFQ 2012; 106 (6): 380–382 doi:10.1016/j.zefq.2012.06.006
- R. Kunz, G. Ollenschläger, H. Raspe et al. (Hrsg.): Lehrbuch Evidenz-basierte Medizin in Klinik und Praxis, 2. Aufl. Deutscher Ärzteverlag, Köln 2007, ISBN 978-3-7691-0538-4